# CBS
CBS (viết tắt của Columbia Broadcasting System (Hệ thống Phát thanh Columbia), bắt nguồn từ khi công ty thành lập) là công ty truyền thông và phát thanh của Hoa Kỳ. Hệ thống này thường được ví như Tiffany Network (Hệ thống Thiêu Dệt), vì ý muốn nói đến khả năng lĩnh hội được xu hiếu thị trường của William S. Paley. Nó cũng có nghĩa là lần đầu tiên xuất hiện màn hình màu trên CBS, từ tòa nhà Tiffany & Co. lúc trước trong thành phố New York năm 1950.